# NGC 6954
NGC 6954 is een spiraalvormig sterrenstelsel in het sterrenbeeld Dolfijn. Het hemelobject werd op 28 juni 1863 ontdekt door de Duitse astronoom Albert Marth.

## Synoniemen
- UGC 11618
- MCG 0-53-1
- ZWG 374.4
- KARA 886
- PGC 65279